# Ulong čaj
Ulong (engl. Oolong) je tradicionalni, polu-oksidirani kineski čaj (Camellia sinesis) koji se pravi procesom koji uključuje sušenje biljke pod jakim suncem i oksidacijom pre uvijanja.
Većina ulong čajeva, naročito oni većeg kvaliteta, uključuje jedinstvene gajene biljke koje se koriste specijalno za određene varijacije. Stepen oksidiranja, koji varira po količini vremena pre paljenja, može da obuhvata od 8 do 85%, u zavisnosti od varijacije i stila produkcije. Ulong je naročito popularan u južnoj Kini i među kineskim iseljenicima u jugoistočnoj Aziji, tako da je Fuđenski (Fujian) proces pravljenja ovog čaja poznat kao Gongfu ceremonija čaja (Gongfu tea ceremony).
Različiti stilovi ulong čaja mogu značajno da variraju u ukusu. Mogu da budu slatki i voćkasti sa aromom meda, ili drvičasti i gusti sa aromom kao da su blago pečeni, ili zeleni i sveži sa kompleksnim aromama, sve zaviseći od hortikulture i stila produkcije. Različiti tipovi ulong čaja, uključujući i one proizvedene na planinama Vuji (Wuyi Mountains) severnog Fuđena (Fujian), kao što je na primer Da Hong Pao, su jedni od najpopularnijih kineskih čajeva.
Različite varijacije ulong čaja su različito procesovane, ali se listovi uglavnom formiraju u jedan od dva najizraženija stila. Neki se uvijaju u dugacke uvijene listove, dok se drugi uvijaju u male „perlice”, svaka sa repom. Prvo navedeni stil je više tradicionalan.
Naziv ulong čaj (oolong tea) u engleskom jeziku potiče od kineskog imena (pojednostavljeni kineski: 乌龙茶; tradicionalni kineski: 烏龍茶; pinjin (pinyin): wūlóng chá), koje znači „čaj crnog zmaja(black dragon tea)”, u kome reč „crn” potiče od reči „vrana/gavran”. U kineskom, ulong čaj je takođe poznat pod imenom ćingča (kineski: 青茶; pinjin (pinyin): qīngchá) ili „tamni zeleni čaj”.
Manufaktura ulong čaja uključuje ponavljanje različitih faza kako bi se postigla željena doza pobraonjivanja listova. Sušenje, uvijanje, oblikovanje i paljenje je slično kao za crni čaj, ali se više pažnje obraća na vreme i temperaturu koja je potrebna.

## Moguće poreklo
Tačno poreklo ovog naziva nije moguće reći sa sigurnošću. Postoje tri široko prihvaćene teorije o nastanku kineskog naziva. Prema teoriji „žrtveni čaj (tribute tea theory)”, ulong čaj je potekao direktno od Dragon-Phoenix Tea Cake" žrtvenog čaja. Naziv ulong čaj je zamenio stari termin kada su sušeni listovi u kutijicama umesto u klasičnim kesicama postali popularni. Budući da je bio taman, dugačak i uvijen, nazvan je čaj crnog zmaja.
Prema teoriji Vuji (Wuyi), ulong čaj je prvobitno nastao u regiji planina Vuji (Wuyi Mountains). Ovo je dokazano poemama dinastije Ćing (Qing) kao npr. Pesma čaja Vuji (Wuyi Chage) i Priča o čaju (Chashuo). Rečeno je da je ulong čaj nazvan po delu planina Vuji (Wuyi Mountains) gde je prvobitno proizveden.
Prema teoriji Ansi (Anxi), ulong čaj je poteko od biljke Ansi ulong čaj, koja je otkrivena od strane čoveka zvanog Sulong, Vulong (Wulong) ili Vuliang (Wuliang).
Druga priča govori o čoveku zvanom Vu Liang (Wu Liang), kasnije promenjeno u Vu Long (Wu Long) ili Ulong (Oolong), koji je greškom otkrio ulong čaj nakon što ga je omeo jelen tokom branja čaja, dok se on vratio nazad na čaj, čaj je već bio krenuo da oksidira.

## Pripremanje
Preporučene tehnike pravljenja ulong čaja mogu široko da variraju. Jedna česta metoda je da se koristi mala posuda gde se čaj potapa, kao npr. gaivan (gaiwan), sa većom razmerom listova i vode nego obično. Takve posude se koriste u gongfu metodi pravljenja čaja, koja uključuje potapanje čaja više puta u nekoliko kratkih intervala. Za jednu dozu čaja preporučeno je da se listovi potope na 1-5 minuta, u zavisnosti od ličnog ukusa. Preporučena temperatura vode varira od 82 °C do 96 °C, odnosno od 180 °F do 205 °F.